# Helen Wyman
Helen Wyman (St Albans, 4 maart 1981) is een Brits voormalig veldrijdster en wielrenster. In 2019 tekende ze voor de Belgische wielerploeg Experza-Footlogix, waar ze in het voorjaar van 2019 haar actieve carrière beëindigde en verder ging als coach voor jonge veldrijdsters. Ze begon op haar veertiende met wielrennen. Wyman combineerde een tijdlang haar job als fysiotherapeut met het wielrennen. In het begin werkte Wyman zowel veldritten als wegwedstrijden ze af. Zo reed ze onder andere de Waalse Pijl, de Ronde van Vlaanderen en drie keer het wereldkampioenschap op de weg.
Later richtte ze haar pijlen op het veldrijden. Wyman was succesvol en besloot om fulltime voor de wielersport te kiezen. Wyman werd tienmaal Brits kampioene en werd ze ook twee keer Europees kampioene. In 2014 haalde ze de bronzen medaille op het wereldkampioenschap in Hoogerheide. In de superprestige won ze in totaal zes crossen en in de Bpost bank trofee vijf veldritten, waaronder viermaal de Koppenbergcross in Oudenaarde, waar ze al enkele jaren woont samen met haar echtgenoot Stefan Wyman. Wyman is een van de meest bekende rensters in het vrouwenveldrijden. Daarnaast ijvert ze ook voor gelijke rechten in het vrouwenpeloton en zetelt ze in de UCI-rennerscommissie. Mede door haar inzet kwam er een WK voor vrouwen beloften en junioren en vanaf 2019 ook een klassement voor junioren.
Op woensdag 20 februari 2019 behaalde ze haar 70e en tevens laatste overwinning, in de Cyclocross Masters in Waregem, en op de zondag erna hing ze in Oostmalle haar fiets letterlijk aan de haak.

## Overwinningen

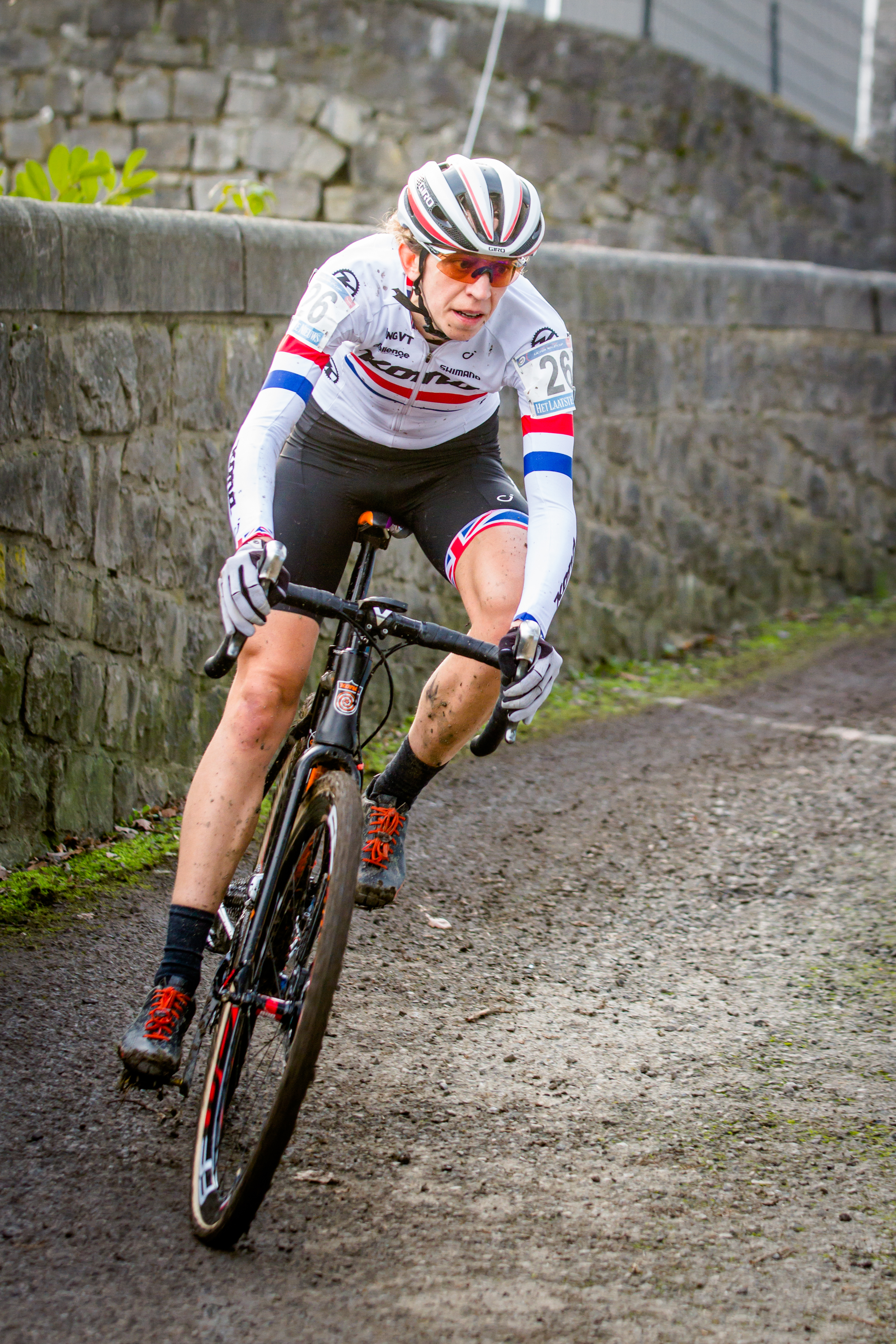
Helen Wyman tijdens de Citadelcross 2015 in Namen.

### Veldrijden
| Seizoen   | Wereldbeker | Superprestige                     | Bpost Trofee | WK    | BK     | EK    | Overige | Totaal aantal zeges |
| --------- | ----------- | --------------------------------- | ------------ | ----- | ------ | ----- | --- | ------------------- |
| 2004-2005 |             |                                   |              | 23e   | Brons  | 4e    | Mallory Park                                                                                                 | 1                   |
| 2005-2006 |             |                                   |              | 5e    | Goud   | 8e    | Cheltenham, Southampton                                                                                      | 3                   |
| 2006-2007 |             |                                   |              | 9e    | Goud   | 6e    | Cheltenham, Verbania                                                                                         | 3                   |
| 2007-2008 |             |                                   |              | 18e   | Goud   | 7e    | | 1                   |
| 2008-2009 |             |                                   |              | 16e   | Goud   | 8e    | Wädenswil, Schmerikon, Rutland                                                                               | 4                   |
| 2009-2010 |             |                                   |              | 23e   | Goud   | Brons | Star Crossed Redmond, Döhlau, Faè di Oderzo, Wetzikon                                                        | 5                   |
| 2010-2011 |             |                                   | Oudenaarde   | 12e   | Goud   | Brons | Faè di Oderzo, Heerlen, Niel                                                                                 | 5                   |
| 2011-2012 |             | Ruddervoorde                      |              | 13e   | Goud   | 8e    | Gloucester (x 2), Rochester, Vermont, Charm City Baltimore (x2), Nittany                                     | 9                   |
| 2012-2013 |             | Gieten                            | Oudenaarde   | 13e   | Zilver | Goud  | Jingle Cross Iowa (x3), Providence (x2), Gloucester (x2), Charm City Baltimore (x2), Nittany, Rochester (x2) | 15                  |
| 2013-2014 |             | Ruddervoorde, Gieten, Middelkerke | Oudenaarde   | Brons | Goud   | Goud  | Vermont (x2), Charm City Baltimore (x2), Otegem, Heerlen                                                     | 12                  |
| 2014-2015 |             |                                   |              | 7e    | Goud   | 4e    | Charm City Baltimore (x2), Gloucester, 's-Hertogenbosch                                                      | 5                   |
| 2015-2016 |             | Spa-Francorchamps                 | Hamme        | 11e   | Zilver | 7e    | Rucphen | 3                   |
| 2016-2017 |             |                                   |              |       | DNS    | DNF   | | 0                   |
| 2017-2018 |             |                                   | Oudenaarde   |       | Goud   | 8e    | Nacht van Woerden                                                                                            | 3                   |
| 2018-2019 |             |                                   |              |       | Brons  |       | Waregem | 1                   |
|           |             |                                   |              |       |        |       | |                     |
| Totaal    | 0           | 6                                 | 5            | 0     | 10     | 2     | 47 | 70                  |